# Rușchița

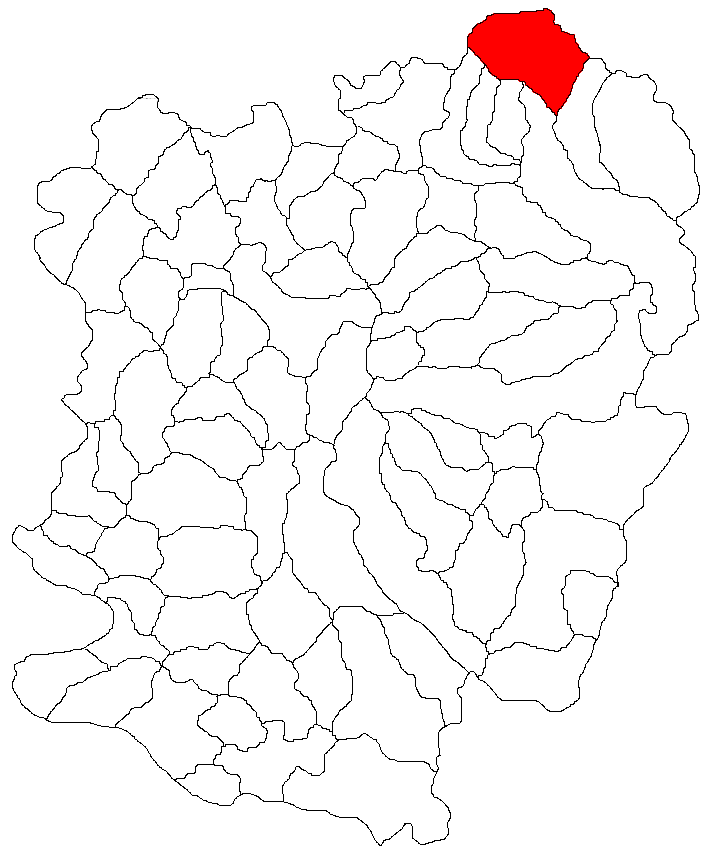
Lage von Rușchița im Kreis Caraș-Severin

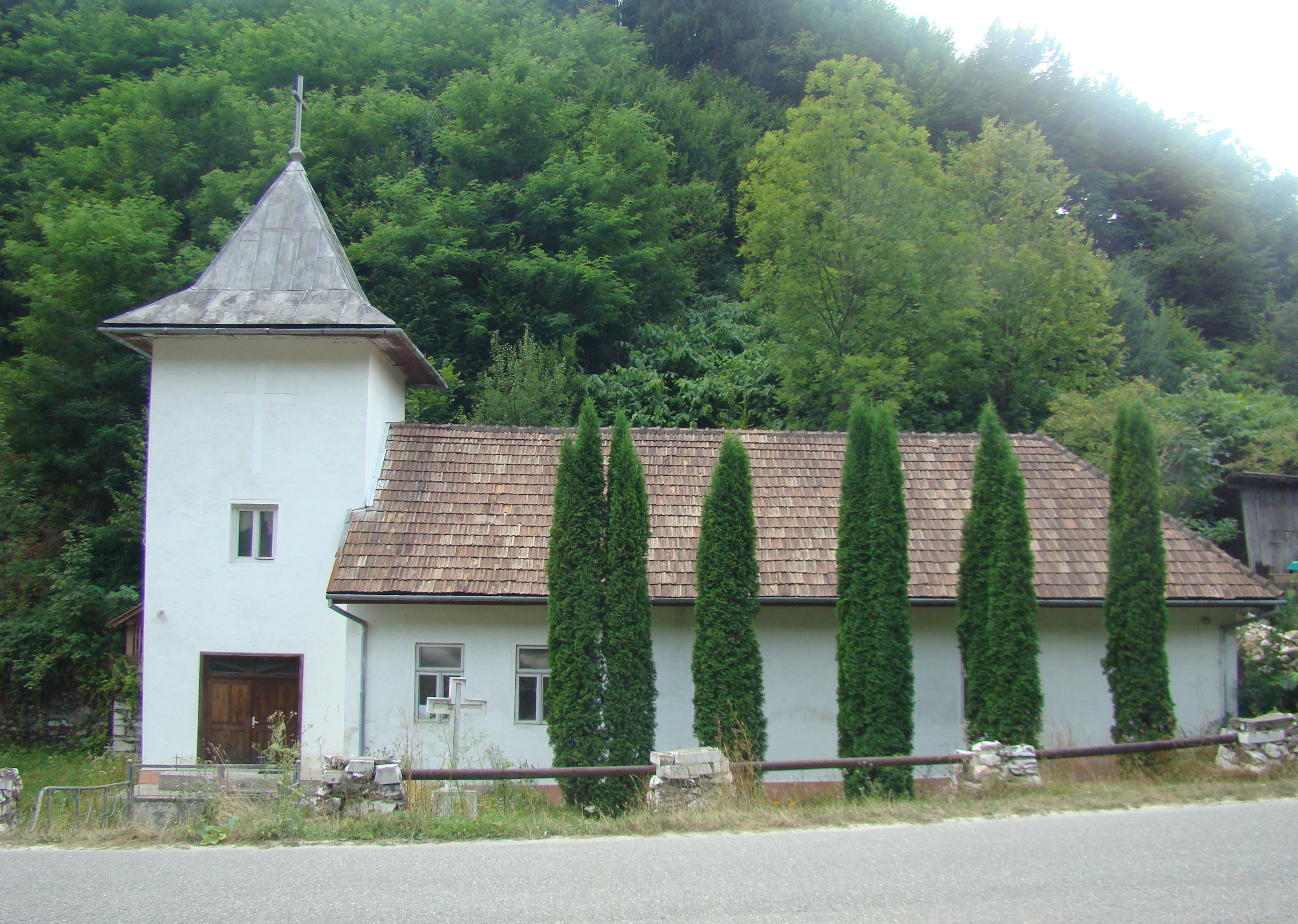
Kirche in Rușchița

Rușchița (deutsch Ruschkitza, ungarisch Ruszkica) ist ein Dorf im Kreis Caraș-Severin in der Region Banat in Rumänien. Das Dorf Rușchița gehört zur Gemeinde Rusca Montană.

## Geografische Lage
Rușchița liegt im Norden des Kreises Caraș-Severin, an der Grenze zum Kreis Timiș, im Poiana-Ruscă-Gebirge.

## Nachbarorte
| Tomești | Poieni                                      | Vadu Dobri    |
| Nădrag  | Kompassrose, die auf Nachbargemeinden zeigt | Gura Bordului |
| Tincova | Zăvoi                                       | Rusca Montană |

## Geschichte
Eine erste urkundliche Erwähnung der Ortschaft stammt aus dem Jahr 1803. Im Laufe der Jahre tauchten verschiedene Schreibweisen des Ortsnamens auf: 1888 Ruszkicza, 1913 Ruszkica, 1924 Rușchița.
Istvan Ferenczy entdeckte 1828 als Erster die Marmorvorkommen bei Rușchița. Er verglich diesen weißen Marmor mit dem Carrara-Marmor.
1883 begann der Banater Ingenieur Johann Biener (1817–1900) mit dem Abbau der Marmorvorkomnisse von Rușchița. 1912 wurde dieser bereits in 12 Länder exportiert. Das Wiener Bankpalais wurde mit Marmor von Rușchița gebaut, ebenso das Budapester Parlamentsgebäude und der Parlamentspalast in Bukarest. Der Adler im Oval Office des Weißen Hauses ist aus Rușchița-Marmor, der Mailänder Dom wurde in den 1970er Jahren mit Rușchița-Marmor restauriert.

## Bevölkerungsentwicklung
| 1880 | 608 | 108 | 37  | 160 | 303 |
| 1910 | 558 | 118 | 143 | 123 | 174 |
| 1941 | 402 | 137 | 28  | 117 | 120 |
| 1977 | 821 | 708 | 20  | 40  | 53  |
| 2002 | 453 | 402 | 14  | 28  | 9   |
| 2011 | 328 | 283 | -   | 13  | -   |